# جان لوي ماري بواريه
جان لوي ماري بواريه (1755-1834) (بالإنجليزية: Jean Louis Marie Poiret)‏ هو عالم نبات فرنسي.